# Guisy
Guisy is een gemeente in het Franse departement Pas-de-Calais (regio Hauts-de-France) en telt 304 inwoners (2004). De plaats maakt deel uit van het arrondissement Montreuil.

## Geografie
De oppervlakte van Guisy bedraagt 1,2 km², de bevolkingsdichtheid is 253,3 inwoners per km².
De onderstaande kaart toont de ligging van Guisy met de belangrijkste infrastructuur en aangrenzende gemeenten.

## Demografie
Onderstaande figuur toont het verloop van het inwonertal (bron: INSEE-tellingen).